# Ampelophaga
Ampelophaga is een geslacht van vlinders uit de onderfamilie Macroglossinae van de familie pijlstaarten (Sphingidae).

## Soorten
- Ampelophaga dolichoides (R. Felder, 1874)
- Ampelophaga khasiana Rothschild, 1895
- Ampelophaga rubiginosa fasciosa Bremer & Grey, 1854
- Ampelophaga rubiginosa Bremer & Grey, 1853
- Ampelophaga thomasi Cadiou & Kitching, 1998